# Espenloch-Hintere Halde
Espenloch-Hintere Halde ist ein mit der Verordnung vom 15. Juli 1988 durch das Regierungspräsidium Tübingen ausgewiesenes Naturschutzgebiet (NSG-Nummer 4.146) in Baden-Württemberg, im Norden der Gemeinde Rangendingen im Zollernalbkreis und im Süden der Gemeinde Hirrlingen im Landkreis Tübingen.

## Lage
Das rund 22,4 ha große Naturschutzgebiet Espenloch-Hintere Halde gehört zu den Naturräumen Schönbuch und Glemswald sowie Obere Gäue. Es liegt am südwestlichen Rand des Rammert auf der Lettenkohleschicht der Gäue mit einer Stufenabfolge von mittlerem Keuper über Gipskeuper und Bunte Mergel bis zur Deckschicht aus Stubensandstein. Vom Mittelalter bis ins 17. Jahrhundert fand eine Nutzung als Weinanbaugebiet statt. Nachdem durch den Dreißigjährigen Krieg der Bedarf an Wein deutlich zurückging, wurden die offengelassenen Weinberge in Mähwiesen umgewandelt. Die steileren Abschnitte an den oberen Hangkanten wurden dabei landwirtschaftlich weniger genutzt und unterlagen der Sukzession bis hin zur Entstehung von Waldgesellschaften.
Das Gebiet befindet sich auf einer Höhe von 480 m ü. NN. Eine touristische Erschließung besteht nördlich über den Naturkundepfad Hirrlingen, von dort führt ein Rundwanderweg des Wanderwegenetzes an das Naturschutzgebiet.

## Flora und Fauna
Die extensive Bewirtschaftung der Kulturlandschaft mit ihren ungedüngten Mähwiesen, Schafweiden und Obstbaumwiesen führte zu typischen Pflanzengesellschaften wie Salbei-Glatthaferwiesen, Halbtrockenrasen, Saumgesellschaften und Streuobstbeständen, allesamt miteinander verzahnt oder Mosaikartig verschachtelt. Dazwischen befinden sich einzelne kleine Hackfrucht-Äcker und teilweise brachgefallene Parzellen. Auf den Magerrasen wachsen Brand-Knabenkraut, Helm-Knabenkraut und Kleines Knabenkraut gemeinsam mit Fransenenzian und Kugelblume. Gefiederte Bewohner der Streuobstwiesen sind Grünspecht, Buntspecht und Wendehals, unter den Bodenbrütern sind Feldschwirl und Baumpieper anzutreffen und in den Hecken brütet der Neuntöter.

## Schutzzweck
Wesentlicher Schutzzweck ist die Verbesserung und Pflege der Feuchtgebiete, Halbtrockenrasen und Streuobstbestände mitsamt seiner vielfältigen und teilweise gefährdeten Pflanzen- und Tierwelt.

## Zusammenhängende Schutzgebiete
Das NSG Espenloch-Hintere Halde ist Bestandteil des FFH-Gebiets Rammert und ist vollständig vom Landschaftsschutzgebiet Mittleres Starzeltal umgeben.